# Турніри WTA 250
Турніри WTA 250 — категорія тенісних турнірів туру Жіночої тенісної асоціації, що виникла після  реорганізації розкладу 2021 року.
Станом на  2021 рік турніри WTA 250 мають призовий фонд приблизно 250 тис. доларів США. Переможниці цих турнірів отримують 280 рейтингових очок.
У турнірах Великого шолома (меджорів) переможниці отримують 2000 очок, переможниці чемпіонату WTA — 1500 очок, переможниці турнірів WTA 1000 — 780 очок. Ця система відрізняється від системи нарахування очок у чоловічих турнірах ATP, але незначно. У чоловіків існують дев'ять турнірів категорії Мастерс, які приносять переможцям по 1000 очок і ще дві нижчі категорії, турніри яких приносять 500 та 250 очок, відповідно.